# Chelonus periplocae
Chelonus periplocae är en stekelart som beskrevs av Mccomb 1968. Chelonus periplocae ingår i släktet Chelonus och familjen bracksteklar. Inga underarter finns listade i Catalogue of Life.